# Xylocopa erythrina
Xylocopa erythrina är en biart som beskrevs av Giovanni Gribodo 1894.
Xylocopa erythrina ingår i släktet snickarbin och familjen långtungebin. Inga underarter finns listade i Catalogue of Life.